# Studio Matrix
Studio Matrix 為主要從事動畫製作的日本企業。

## 簡介
從SUNRISE制作出身的白井勝也經由STUDIO DEEN而設立這動畫製作公司。成立初期，主要承接從MADHOUSE為中心統包得來的分件工作。2003年首次為「青青校樹」（日语：グリーングリーン）總承包商。2005年接得了來自MADHOUSE的轉包制作「草莓100%」後，就停止活動。2007年曾重新展開業務，又於同年再次停止活動。

## 主要作品
- 幻影死神 （2000年、總承包商：MADHOUSE、各話制作協力）
- 櫻花大戰TV （2000年、總承包商：MADHOUSE、各話制作協力）
- 向陽之樹 （2000年、總承包商：MADHOUSE、各話制作協力）
- 爆旋陀螺 （2001年、總承包商：MADHOUSE、制作協力）
- 魔法少女貓 （2001年、總承包商：TNK、MADHOUSE、制作協力）
- Chance Triangle Session （2001年、總承包商：MADHOUSE、制作協力）
- 馭龍少年 （2002年-2003年、總承包商：MADHOUSE、制作協力）
- 炎之蜃氣樓 （2002年、總承包商：MADHOUSE、制作協力）
- 迷糊天使 （2002年、總承包商：MADHOUSE、制作協力）
- 青青校樹 （2003年）
- TEXHNOLYZE （2003年、總承包商：MADHOUSE、各話制作協力）
- Di Gi Charat Nyo （2003年-2004年、總承包商：MADHOUSE、各話制作協力）
- 老師的時間 （2004年、總承包商：J.C.STAFF、制作協力）
- 極限女孩 （2005年）
- 創聖的亞庫艾里翁 （2005年、總承包商：SATELIGHT、各話制作協力）
- 草莓100% （2005年、總承包商：MADHOUSE、制作協力）
- 星界死者之書 （2007年、總承包商：SATELIGHT、各話制作協力）
- 鐵子之旅 （2007年、總承包商：Group Tac、各話制作協力）